# Phangnga tartomány
Phangnga (thaiul: พังงา, TKÁ:
phangnga, IPA: pʰāŋ.ŋāː) egyike Thaiföld déli tartományainak (csangvat), keletre az Andamán-tengertől és a Phangnga-öböltől északra.
Szomszédai, északról, az órajárás szerint: Ranong, Szuratthani és Krabi. A élre fekvő Phuket tartománnyal közúti híd köti össze.

## Földrajza
A tartomány a Maláj-félsziget nyugati oldalán terül el, és hozzá tartozik a Phangnga-öböl számos szigete. A leghíresebb a James Bond-sziget, amely arról kapta a nevét, hogy itt forgatták Az aranypisztolyos férfi című filmet, a James Bond sorozat 1974-ben a mozikba került részét.
A szigetek élővilágának védelmére 1981-ben hozták létre az Auphangnga Nemzeti Parkot.
A tartományhoz tartoznak a Szimilan- és a Szurin-szigetek is, mindkettő népszerű búvár célpont.

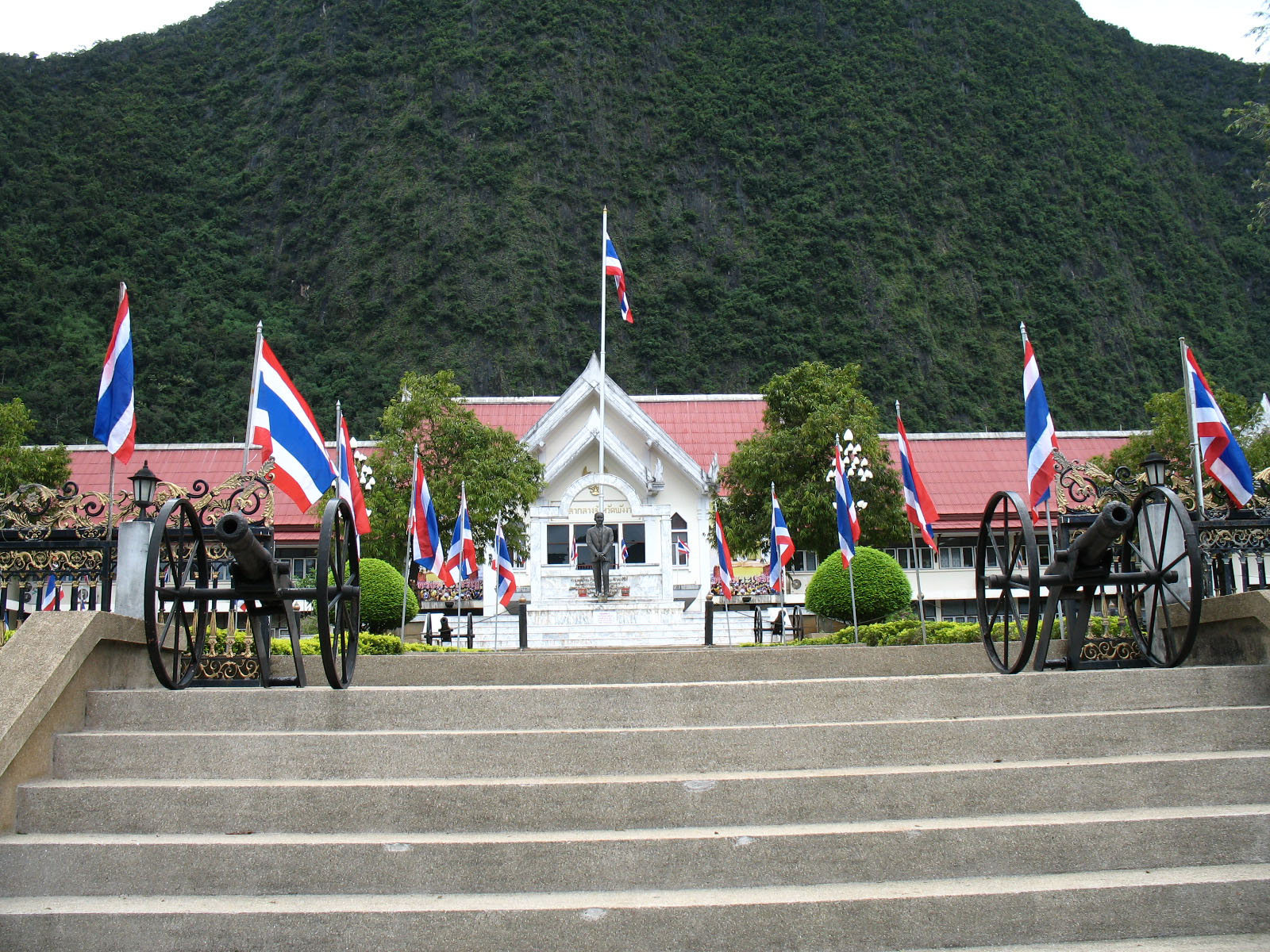
A phangngai városháza

## Fordítás
Ez a szócikk részben vagy egészben  a   Phang Nga Province című angol Wikipédia-szócikk ezen változatának fordításán alapul.  Az eredeti cikk szerkesztőit annak laptörténete sorolja fel. Ez a jelzés csupán a megfogalmazás eredetét és a szerzői jogokat jelzi, nem szolgál a cikkben szereplő információk forrásmegjelöléseként.

## Külső hivatkozások
- A tartomány honlapja